# 複写機

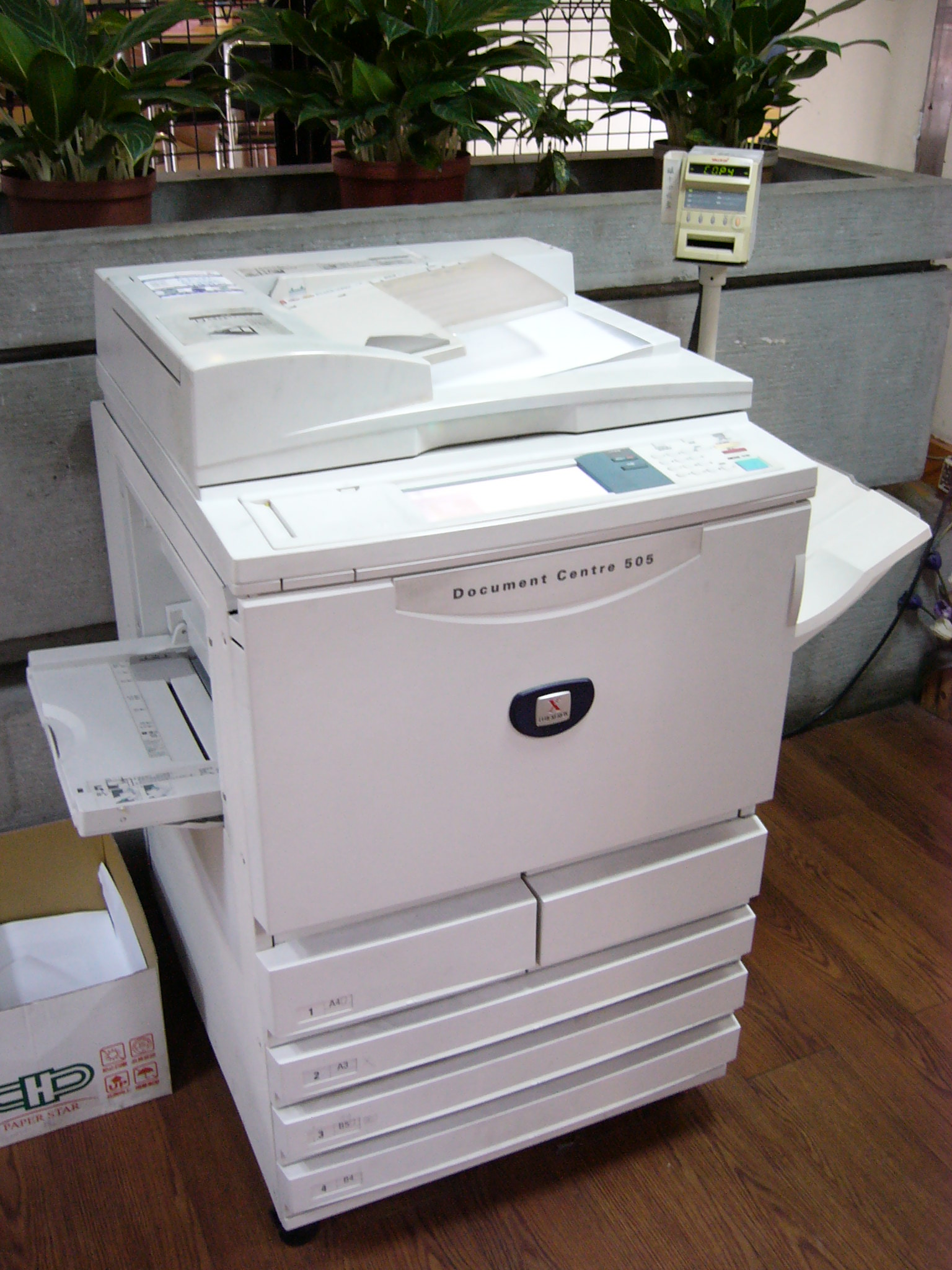
PPC複写機（富士フイルムビジネスイノベーションのDocuCentre 505

複写機（ふくしゃき）は、原稿や本等を複写する装置である。一般には、コピー機とも呼ばれる。

## 概要

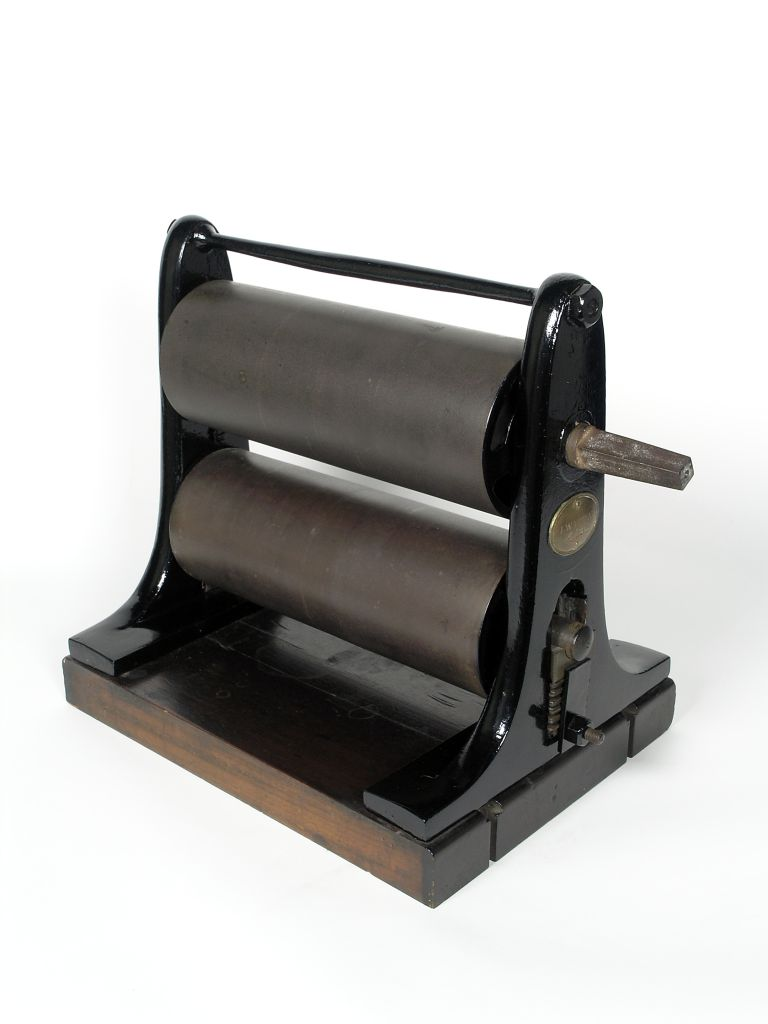
ワットが発明した複写機（ジェームズ・ワット・アンド・カンパニー社製、1815年製造）

初めて事務機として幅広く使われた複写機は、ジェームズ・ワットによって1779年に発明されたものである。ワットは、インクが裏まで染み込みやすい薄い紙を使い、それに別の紙を重ねて圧力を掛けることによって、紙から別の紙に内容を転写する手法を考案した。ワットの複写機は商業的成功を収め、20世紀まで利用されていた。
現在使われている複写機の種類には、大きく分けてジアゾ複写機（ジアゾ式複写機）とPPC複写機（plain paper copier、普通紙複写機）がある。現在ではほとんどがPPC複写機であるが、ジアゾ複写機も設計図面用（特にA2判以上の大判用紙）に根強い需要がある。
現在使われているPPC複写機には拡大や縮小機能を持つものも多く、用紙も様々なサイズのものを用いることができる。乾式と湿式があり、乾式がよく使われる。また、カラーコピーも可能な複写機も多い。用紙は一般には普通紙（コピー用紙）が用いられるが、OHPシートなど特殊な素材にも印刷できる機種もある。大量の用紙をストックする用紙カセットと、一時的に特別な用紙を挿入するための手差しトレイを備えているものが一般的である。また、複写機という名称からも解るように、少数の複写を作成することを意図しており、簡易に複写を作成することが出来る反面、コスト面、速度面から大量印刷には向かない。通常、大量印刷にはオフセット印刷機が用いられる。オフセット印刷機と複写機の中間に位置する機械として簡易印刷機があり、孔版印刷を用いた理想科学工業のリソグラフなどが学校・官公庁などで普及している。
2000年代に入り、ビジネス向け複写機は、ほとんどがデジタル式である。また、パーソナルコンピュータとLANの普及に伴って複写機・プリンター・ファクシミリ・イメージスキャナなどの各種機能が統合されたデジタル複合機が使用されるようになった。これらの複合機には、LAN経由で操作が行えるものも多い。
日本では、メーカーとしてはリコー、キヤノン、富士フイルムビジネスイノベーションなどが高いシェアを持つ。販売は、メーカー系、独立系あわせて多くのOA機器販社が行っている。そのほかに、いくつかのメーカーがデジタル式の複合機を作っている。
数は少ないが、家庭用の複写機も発売されていた。一般家庭においては、インクジェットプリンターにイメージスキャナを組み合わせた複合機やファクシミリを複写機として使用することが多い。イメージスキャナとプリンターを同一のパソコンに接続し、スキャナに付属のユーティリティソフトで複写機能を持たせることもある。

## ジアゾ複写機
ドイツで開発され、1951年にコピア が、世界初の小型事務用湿式ジアゾ複写機「M型」の販売を開始した。
湿式、乾式、熱式の3種類があり、どの複写工程も、原稿と複写紙（感光紙）を密着させ、複写機内を通過させながら紫外線を照射する。この感光過程で、原稿の地肌部分に当たる複写紙上のジアゾ化合物を分解させる事により潜像を形成させる。次の現像工程で、ジアゾ化合物が残された「文字・線」部分で化学反応により色素が生じ、発色する。現像後の複写紙の発色には青色、黒色等があるが、青色が主流だったため、青焼と呼ばれた。また、ジアゾ複写機は青焼き複写機、青焼き機と呼ばれることがある。
複写機市場が確立した1960年代当時、米国を中心に世界的には「Thermofax」（3M）などの感熱複写機がもっとも普及していたが、日本では、「リコピー」（リコー）などのジアゾ複写機がシェアの大半を占めるという、独特の現象が見られた。
湿式は旧式の小型機に多く、液体の現像剤を塗布し発色させる。一方乾式は、業務用大型・高速・高価格なタイプで使われ、現像の工程でアンモニアガスを用いる（大判の紙を湿らせると、しわが生じ易いため）。現像後は紙が湿っているため乾かす必要があったが、それでも青写真よりは感光後の耐久性も高く、手間が掛からなかった。
後には現像液を必要としない感光紙を用いる熱式が普及し、さらに使いやすくなった。熱式では顕色剤を内包したマイクロカプセルに紫外線で露光して露光部のジアゾニウム塩を分解する。その後、熱で現像することによりマイクロカプセル内の顕色剤が放出される事で未露光部が発色する。
ジアゾ複写機は透過光を使うため、原稿は透過性の高い用紙が望ましく、トレーシングペーパーや第二原紙と呼ばれる半透明の専用用紙が製図分野で使われた。
日本国内では、リコーが2016年3月に消耗品の供給を含めて販売を終了している。
- メリット
  - PPC複写機と異なり光学的プロセスを持たないため、原稿との相違（光学的な収差など）が極めて少ない。
  - 機械の構造的にも単純であり大判（A0、A1）の複写も容易である。
  - ランニングコストが、PPC複写機よりかなり低かった。
- デメリット
  - 感光紙は、光線不透過（販売時に、袋詰めされている）の袋に入れて保管する必要がある。
  - 現像後の複写紙も光線下では退色が激しいので、保管には注意を払わなければならない。
  - 光透過性が低い本のような厚い物や、両面刷り原稿の複写はできない。
  - 乾燥前、あるいは乾燥後も長時間感熱紙と接触させると、感熱紙を黒変させてしまうことがある。
  - 原稿と感光紙を間違えると複写できないだけでなく、湿式では原稿を濡らしてしまうリスクを伴う。
  - 巻込みにより原稿を破損させる恐れがある。

## PPC複写機
PPC複写機（普通紙複写機）は、1938年にアメリカのチェスター・F・カールソンによって、後にゼログラフィと呼ばれる基本技術が発明された。その特許を米ハロイド社（現在のゼロックス）が買い取って製品の開発を進め、1959年に世界初の事務用PPC複写機が開発された。その後、リコー、キヤノンなどからも製品が開発され、現在に至っている。ジアゾ複写機のことを青焼き複写機と呼ぶのに対して、PPC複写機のことを白焼き複写機、白焼き機と呼ぶことがある。PPC複写機の一種であるカラーコピー機は、1970年にアメリカのスリーエム社が初めて発売。1972年には日立製作所が国産初の製品を発売した。
- メリット
  - 薬品を塗布していない、普通の紙を利用できる。
  - 複写物を長期保管しても劣化が少ない。
  - 厚い物や、両面刷り原稿の複写もできる。
  - 複写時の拡大、縮小ができる。
  - デジタル式の場合、大量コピーの時間が短い。
- デメリット
  - 光学的な収差が出る場合がある（図面関係の読み取りで問題になる場合が出る）。
  - A2以上の大判用紙への複写が可能な機種は、大型かつ高価（数百～数千万円）となり、一般には導入されていない。

PPC複写機は、大きく分けて作像部・用紙搬送部・スキャナ部に分けられる。

### 作像部
現像剤（デベロッパー）
感光体（後述）上の潜像を可視化するための材料。一般にはトナーとキャリアで構成される。トナーのみのものは1成分現像剤、キャリアと混成されたものを2成分現像剤と呼ぶ。用途に応じて湿式（液体）と乾式（粉体）とがあり、また1成分現像剤には磁性と非磁性とがある。
トナー
帯電性を持ったプラスチック粒子に炭素等の色粒子を付着させた微粒子。マイナスかプラスの電気性質を持つ。トナーのみで使用する場合と、キャリア（搬送体）と混合して使用する場合とがある。製造法により、粉砕法（材料を混練・粉砕して製造）と重合法（液体中の化学作用により生成）とに分類される。
キャリア
磁性体をエポキシ樹脂等でコーティングした微粒子でトナーと混合され使用される。トナーと撹拌する事でトナーに電荷を持たせ、静電効果を利用して感光体に付着させるための触媒及び搬送体。一般には感光体と同じ程度の寿命なのでセットで交換される事が多い。トナーの消費と同期して補充、回収され、現像剤の定期交換が必要ない方式が一般化している。
感光体（感光ドラム・感光フィルム）
半導体を用いており、暗中では絶縁体の性質を持ち、明るい場所では導体の性質を持つ為、暗中でプラスまたはマイナスに帯電させることで、トナーを付着させる電荷を持たせる事ができる。光が当たった部位は導体となり電荷を失う。
感光体上で行なわれるプロセスを以下に示す。
一次帯電
前露光による残留電荷が除去されて電荷を持たない感光体に対して、プラスまたはマイナスの電荷を持たせる。 帯電器の方式としてまず、非接触型放電方式のコロトロン型およびスコロトロン型がある。また、最近は接触方式の帯電ローラや帯電ブラシを用いる製品も多い。
露光
電荷を持った感光体表面に原稿からの反射光、もしくはレーザー光を照射する事で静電潜像を作像する。レーザー露光方式ではトナーを乗せる部分へ光を当てる。反射光（従来形式のアナログ機）方式では、トナーを乗せたくない部分に光を当てる（一部機種では逆）。尚、レーザー露光方式の物でもトナーを乗せたくない部分に光を当てるものもある。デジタル機の露光方式として、レーザを用いるものや、LEDとグラスファイバアレイの集合体などがある。
現像
露光によって電荷が失われなかった部分へ、感光体とは逆の電荷を持ったトナーを乗せる方式と、電荷が失われた部分へトナーを押し込む方式がある。ここで、感光体上にはトナーによる原稿の鏡像が作られる。
転写
感光体上のトナーによる鏡像を転写紙へ移す。転写紙の裏側からトナーと逆の電荷（転写バイアス）をかけ、感光体へ転写紙を吸着させる。
分離
吸着した転写紙を引きはがすため、転写と逆の電荷を含ませた交流放電をかける「電位分離」と、転写紙を曲げて分離する「曲率分離」がある。このとき、転写対象物の電荷を逃がす分離除電針や分離帯電器も用いて、感光ドラムからの分離を補助する機構がある。
除電
感光体上に残った電荷をできる限り0にするため、感光体表面へ均一に光を当てたり（前露光）、交流放電をかける。
クリーニング
感光体上のトナーは100%転写紙へ移るわけではないので、感光体上のトナーを荷電ブラシやゴムブレード等で回収する。

### 用紙搬送部
給紙部
用紙トレイから一枚ずつ転写紙を複写機内部へ送り込む。多重送りを防ぐ機構に、分離爪方式、分離ローラー方式、分離パッド方式がある。
レジスト部
用紙の先端と画像の先端をあわせるため、一度転写紙を止めてタイミングを合わせる。また、ループを形成し、給紙時に生じる斜め送りを是正する作用もある。また、レジストの制御により、用紙先端余白幅の調整も行われる。
転写、分離部
作像部の転写、分離と同じ。
搬送部
転写後の用紙を定着部へと搬送する。熱に弱い感光体と、高温部の定着部との距離を保つ役割も兼ねている。
定着部
転写紙上のトナーは不安定なため、熱または熱と圧力（ニップ圧）を同時に加え、トナーの樹脂成分を溶着させる事で定着させる。方式として、ローラ定着（「ローラー」という表記もあるが工業用語では長音が略される）・フィルム定着・フラッシュ定着などがある。
ローラ定着
筒状の金属を芯材としてシリコン等で薄くコーティングした「定着ローラ」と、棒状の金属を芯材としてシリコン等を厚くコーティングした「加圧ローラ」の組み合わせにより、トナーの定着を行う。ローラ自体が保温材を兼ねており、定着温度の安定性が比較的高いのと、ニップ圧を比較的管理しやすいため、高速機やカラー機に多く使われている。しかし、保温材であるローラが規定温度に達するまでに時間がかかるため、立ち上がり時間が長いというデメリットもある。発熱材としては、長い間ハロゲンランプが使われていたが、近年ではIH方式（誘導加熱による方式）が主流になりつつある。
フィルム定着
定着ローラのかわりに、セラミックヒータと筒状フィルムを組み合わせた方式。多くの場合、加圧はローラ定着方式と同じく加圧ローラを使う。保温材が加圧ローラしか無いため、セラミックヒータが発する熱を直接定着に使う。そのため、立ち上がり時間は非常に短い。温度保持特性や耐久性においてローラ定着方式に劣るため、多くの場合は、普通紙による文書がメインのビジネス向けレーザ機に使われる。
フラッシュ定着
キセノン管を使用したフラッシュ光を凹面鏡等で集光し、その熱でトナーを溶解させて定着させる方式。装置が非常に大掛かりであり、それによって機器も非常に高価となるため、一般的なオフィス向け複写機には使われない。用紙に対して触れる物が無いため、用紙へのダメージ（シワ・再転写等）が無く、スピードも非常に高速である。また、光量や照射時間を細かくコントロールすることによって、定着性のコントロールがきめ細かくできる。
排紙部
定着後の用紙が、溶解したトナーの粘性で、定着ローラーに巻き付く事を分離爪で防止させ、排紙トレイに導く。

### スキャナ部

#### デジタル式
デジタル式複写機の場合、コンピュータ用のスキャナと同様の仕組みで原稿をデジタルデータ化し、感光体を露光するレーザー光を生成する。
CCD方式
最も一般的な方法。第一・第二ミラー台が機器正面から見て左右に動き、第一ミラー台の原稿照明ランプにより発せられた光により原稿を第一～第三ミラーを経由してCCDイメージセンサに導かれる。CCDは固定されている。各ミラーが汚れると、画像の一部に帯状の汚れが発生したり、若しくは画像全体が黒くなるなどのトラブルがあるため、定期的な清掃が必要。
CIS方式
機器正面から見て左右に動く読み取り部に、原稿照明ランプとCCD・グラスファイバアレイが組み合わされた読み取り部が集約されている。構造上、光路上に異物が混入するおそれが非常に少ないため、ほぼメンテナンスフリーといえる。また、簡単な構造のため、小型化しやすいというメリットも併せ持つ。デメリットとして、原稿のシワ・折れなどにより原稿台ガラスと原稿が離れてしまった場合、影やボケ・裏写りが発生する場合が多い。

#### アナログ式
アナログ式複写機の場合、原稿に照射した光源の反射光を、ミラーで誘導し、レンズを通して倍率とピントを調整して直接感光体へ当てている。
第一ミラー台
原稿照明ランプと第一ミラーにより構成され、原稿読み取りの第一段階。
第二ミラー台
第二・第三ミラーにより構成。移動速度は、第一ミラー台よりも遅い。
レンズ台部
Xモータ・Yモータによって移動し、倍率及びピントの補正を行う。
第四・第五・第六ミラー
レンズ台部を通過した光をドラムに導く。第一〜第三ミラーと違い、動かない。また、第六ミラー直後には防塵ガラスがあり、ドラムまわりから飛散したトナーが光路を汚さないようになっている。
アナログ方式で倍率変更を行う場合、主走査方向倍率はレンズによる倍率変更であるが、副走査方向は第一・第二ミラー台の移動速度を変更して行う。

#### オプション
スキャナ部のオプションとして、以下のようなものを接続することが可能な製品もある。
自動原稿送り装置（ADF, Automatic Document Feeder、フィーダとも）
複数枚の原稿を自動的にスキャナに送り、連続して原稿を読み込ませる装置。オフィス向け製品に搭載されることが多い。

## カラーコピーの仕組み
PPC複写機の一種である。
1. PPC複写式のように光を複製したい紙に当てるが、カラーコピーではカラーフィルタ（カラーCCD）で色をRGB（赤、緑、青それぞれの頭文字、光の三原色）に分解し、それを信号化する。
2. 分解された色の信号はコンピュータによって処理され、コンピュータはYMC（イエロー、マゼンタ、シアンそれぞれの頭文字、色の三原色）とBk（黒）に信号を変換する。
3. PPC複写式のようにトナーを紙に写していくが、カラーコピーではコンピュータからの信号で場所によって違う色のトナーを載せていく（メーカーによって黒の載せる順番が違う）。

以前は、紙を中間転写ローラーに巻きつけ、各色毎にトナーを転写していたが最近の機種は、中間転写体に各色のトナーを転写し、そのトナーを紙に転写する構造になっている。これは、コピー速度を上げるためや、中間転写体を用いても色ぶれを起こさない制御が可能になったためである。

### カラーコピーの現像方式
ロータリー現像方式
基本構造は使用するトナー色の数だけ現像部を使用して、感光体は一つですませてしまう方式。現像部から感光体に載せられたトナーは中間転写体上へ転写されそのまま保持される。この後現像部の位置を入れ替えて、トナー色の数だけ感光体→中間転写体へ転写し、最後に用紙上へトナーを再転写させる。現像部の入れ替え方式や納められている構造がリボルバー式拳銃の弾倉に似ているためにロータリー（回転体）現像方式と呼ばれるようになった。一部のメーカーではそのまま「リボルバー現像方式」と呼んでいる場合もある。1枚の複写に各色の工程が必要なため、動作は遅い。
タンデム現像方式
ロータリー現像方式が感光体を1つしか使わないことに対して、タンデム現像方式はトナーの数だけ感光体を利用する。つまりPPC複写機の作像部全体が複数あることになる。現像部が入れ替わらないため、ロータリー現像方式に比べて中間転写体上でのトナー像作成時間が短くなる。これによって複写機の複写速度を上げることができる反面、機械本体や作像部が大きく作られてしまうなどのデメリットも存在する。
銀塩写真方式
読み取った原稿画像を、写真の印画紙のようなものへ露光させる方式。大がかりなインスタントカメラの様な方式のもの。または印画紙のようなものへ露光すると、印画紙内部で普通紙へ転写可能なインクのポジ画像を作るものもある。この場合は印画紙と用紙を密着させ圧力などで転写させる事になる。感光体や現像部を持つ必要がないため機械の小型化が可能であるが、専用用紙のコストが高いなどの理由により現在ではあまり見ることのできない方式になった。

### カラー複写機の注意点
通常、モノクロ複写機と比較して定着温度及びニップ圧が高く設定されているため、違う機種の裏紙を使用した場合、裏紙に付いているトナーが溶融して加圧ローラや定着ローラに付着し、さらに用紙に付着してしまう「再転写」という現象が起こる場合がある。また、ラベル用紙やコート紙等の特殊な用紙は用紙の想定範囲外仕様になりやすく、専用紙や推奨紙以外の使用はトラブルの原因になる。

## その他の方式
現在ではほとんど用いられていない方式について説明する。
直接静電複写方式
現在製造販売されているほとんどの複写機は、トナー像を感光体の上に作像してコピー用紙へ転写する方式をとっている。これを総称して乾式間接静電複写機という。それに対して、現在ではほとんど見られなくなったが、感光体に使われる物質を塗布した用紙上に、トナー像を作る方式のものを乾式直接静電複写機という。ここで言う「乾式」とは現像剤やトナーが粒子状のものを指しているため、液状のものを使用する方式をそれぞれ「湿式間接静電複写機」「湿式直接静電複写機」と呼ぶ。
直接静電複写機のメリットとしては、転写によるトナー像の劣化がなくなるため、非常に鮮明な画像が得られることである。このメリットを利用してオフセット印刷用製版機として使われていたことがある。また感光体や中間転写体を機械内部で持つ必要がないため、機械本体を小型化できるという面もある。
湿式静電複写方式
トナーや現像剤が液状のものを使う方式を指す。トナー粒子は細かければ細かいほど鮮明な画像が得られやすくなる。その反面細かい粒子として製造するには高度な技術が必要でもある。そのためトナーを液状現像剤の中に溶かしてしまうことによって、微細な粒子を簡単に得ることができた。これが湿式静電複写方式である。トナー粒子が細かくなることによって画像が鮮明になる反面、大きな面積にトナーを付着させようとするとどうしても不均一になりやすい、トナーが乾燥してしまうことを防ぐために定期的な撹拌作業が必要になる等のデメリットもある。

## 複写と著作権

### 日本
一般に、著作物の一部または全部を複写して無断で配布または販売すること（複写すること自体ではない）は、一部の例外（学校での授業用に配布する必要最小限の資料など）を除いて、著作権（複製権・出版権）に抵触するので、それが禁じられている著作物である場合には、著作権法に抵触する。その場合には、著作権者の許諾を得ることが必要であるが、手続きを簡素化するために、日本複写権センターに権利業務が委託されている場合もある。

## 複写が違法となるもの
一般に紙幣（偽札）、小切手など有価証券を複写することは違法である。これらに関しては実際に公で使用しない目的（個人的なコレクション等）であったとしても本物と紛らわしくなるものを作成すること自体が違法とされている。行使についてはまた別に法があるが、司法行政機関が「悪質である」と認めた場合は、複写した行為自体を以って、刑事罰処分（ex.千円札裁判）を受けた例もある。
また、複写物に対して複写機を特定できるように、コピーの一部に機械番号が薄い黄色のドット（暗号ドット）で印字される方式がある。目視では確認しづらいが、コピーされた物をスキャナーで黄色抽出し黒色に変換すると機械番号が確認できる。「『万が一』違法な複写が行われた場合のため」のものだと説明されている。
紙幣については、それを認識して、「COPY」などの文字が入ったり、黒く印刷されたりするようになっているものもある。一般には単なる画像認識によるものが多いため、出来の良い「玩具の紙幣」などでも検出してしまうものなどもあるが、その一方「ユーリオン」と呼ばれている巧妙なものもある。

## 主な複写機メーカー
- キヤノン[7]
- リコー
- セイコーエプソン
- 富士フイルムビジネスイノベーション
- コニカミノルタ
- 京セラドキュメントソリューションズ
- シャープ
- 沖電気工業
- ブラザー工業
- 東芝テック
- 理想科学工業
- ゼロックス
- ヒューレット・パッカード
- サムスン電子[8]